# Egill Jacobsen
Egill Jacobsen (16. december 1910 i København – 21. april 1998) var en dansk kunstmaler og professor.
Jacobsen er kendt som maskemaler. Inspirationen til maskemaleriet kom fra en rejse til Paris i 1930'erne, her mødte Jacobsen Picasso, og mødet med ham og hans værker gjorde så stort indtryk, at det ændrede Jacobsens måde at male på. I 1937 udstillede han sammen med Linien på Kunstnernes Efterårsudstilling, og i 1948 var han med ved dannelsen af COBRA.
Efter COBRAs opløsning kæmpede Egill Jacobsen med dårlig økonomi og dårligt helbred. I 1952 begyndte han at udstille hos Galerie Birch, hvilket blev en succes. Anmelderne kaldte ham ”Maskens mester” og skrev, at han ”var godt på vej”. Det skulle vise sig, at Egill Jacobsen var så godt på vej, at han allerede i 1959 blev professor ved Kunstakademiet – som den første abstrakte kunstner i Danmark.
Han ligger begravet på Søllerød Kirkegård

## Ekstern henvisning
- Egill Jacobsen på Kunstindeks Danmark/Weilbachs Kunstnerleksikon
- Den Store Danske Arkiveret 4. september 2017 hos  Wayback Machine

|  | Artiklen om Egill Jacobsen kan blive bedre, hvis der indsættes et (bedre) billede Du kan hjælpe ved at afsøge Wikimedia Commons for et passende billede eller uploade et godt billede til Wikimedia Commons iht. de tilladte licenser og indsætte det i artiklen. |